# Internationaler Arnsberger Kunstsommer
Der internationale Arnsberger Kunstsommer war eine Veranstaltung in Arnsberg, die seit 1990 jeweils in der letzten Ferienwoche der Sommerferien in Nordrhein-Westfalen stattfand. Seit 2021 firmiert die Veranstaltung unter der Bezeichnung Kultursommer Arnsberg. Deutlich stärker als bisher sollen Akteure aus allen Ortsteilen der Stadt sich beteiligen können. Die Veranstaltung richtet sich mit Workshops zum einen an ein Fachpublikum und zum anderen im Rahmenprogramm an eine breite Öffentlichkeit. Im Wesentlichen besteht der Kunstsommer aus den Workshops, aus einem Festivalbereich, aus Ausstellungen und Projekten.

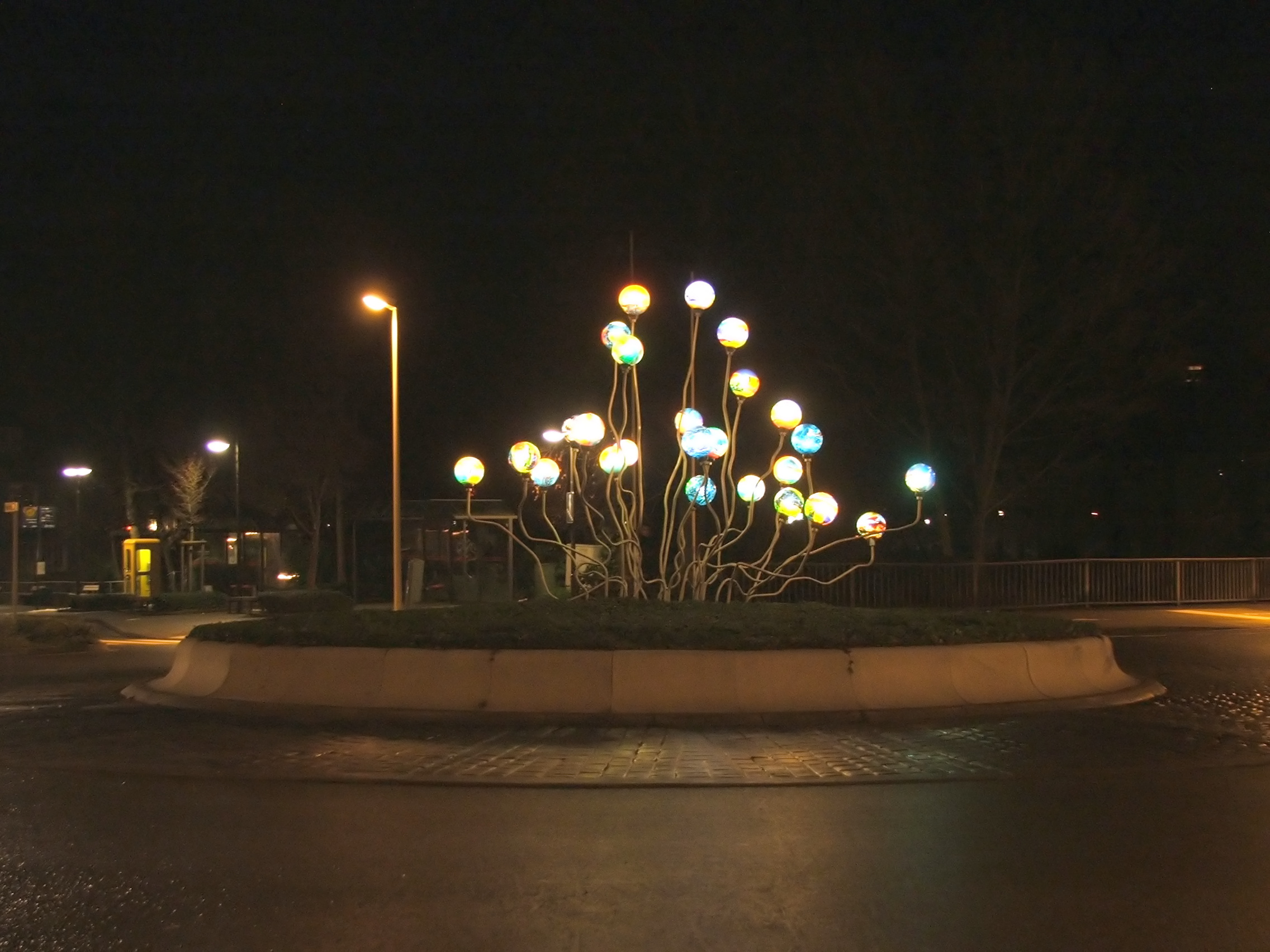
Die Europablume von Johannes Olm entstand im Rahmen des Kunstsommers

## Organisation und Struktur
Entwickelt wurde dieser Kunstsommer in Arnsberg von Jürgen Richter, der Leiter des Kulturbüros Arnsberg war. Finanziert wird die Veranstaltungsreihe zum einen durch Haushaltsmittel und zum anderen durch Sponsoren. Teilweise refinanziert wird sie durch die Gebühren der Teilnehmer der Workshops. Im Jahr 2011 betrug der Gesamtetat etwa 100.000 €. Die Teilnehmergebühren von 40.000 € decken damit einen beträchtlichen Teil der Kosten. Ein Großteil der übrigen Kosten wird von Sponsoren getragen.
Das Konzept setzt sich zusammen aus Workshops, in denen Künstler verschiedener Richtungen Kurse für angemeldete Teilnehmer geben, und in einer breiten Bereich öffentlicher zumeist kostenloser Veranstaltungen, Ausstellungen und Events.

## Workshops
In der Woche des Kunstsommers finden 50 Workshops aus den Bereichen Malerei, plastisches Gestalten, Fotografie, Tanz und Musik. Einige Kurse richten sich an Erwachsene andere an Kindern. Im Jahre 2013 gibt es Workshops und Aktionen für 10- bis 14-Jährige in Kooperation mit Jugendzentren und Schulen im Rahmen des Projekts Kulturrucksack NRW 2013.
Die Teilnehmerzahl der Workshops lag 2008 bei 658 Personen. Etwa die Hälfte davon kam aus der Stadt selbst. Die meisten anderen kamen aus der näheren Region. Es kamen aber auch Teilnehmer aus Mainz (7,1 %), aus Düsseldorf und dem Niederrhein (7,6 %) und weitere aus Städten wie Köln, Berlin, Hannover, Aachen oder Berlin. Die deutliche Mehrzahl angemeldeten Teilnehmer waren Frauen oder Mädchen. Ähnlich hoch waren die Teilnehmerzahlen auch 2011. Auch in diesem Jahr kam ein Großteil der 630 Teilnehmer aus der Region. Für die Musikworkshops reisten die Interessierten dagegen oft weit an. So zog der Jazzworkshop auch zahlreiche Interessenten aus den Niederlanden an.
Im Musikbereich bestehen Kooperationen mit der Fachhochschule Dortmund und der Folkwang Universität der Künste. Als Dozenten wirkten Solisten wie Vesselin Paraschkevov (Violine) und Young-Chang Cho (Cello), Maler wie Harald Becker (Dortmund), Rolf Kuhrt (Leipzig) oder Matthias Beckmann (Berlin). Im Jahr 2013 gehören zu den Dozenten unter anderem Tiago de Oliveira Pinto (Weimar) – Meisterklasse Cello, Helge Slaatto (Detmold/Münster) – Meisterklasse Violine, Noelle Turner (Essen) – Musical-Workshop.
Im Musikbereich gibt es zum Ende des Kunstsommers Abschlusskonzerte der einzelnen Workshops.

## Rahmenprogramm
Das Rahmenprogramm besteht aus Ausstellungen, Vortragsveranstaltungen, Musikveranstaltungen und Kinovorstellungen, Videokunst, Kabarett oder Kunstaktionen. Über die Zahl der Besucher der öffentlichen Veranstaltungen gibt es keine gesicherten Zahlen. Für das Jahr 2013 werden 10.000 Besucher erwartet. in früheren Jahren schätzte man die Besucherzahlen auf 20.000. Die Events wie das Openairkino (im Jahr 2013 wird auf dem Schlossberg Der Herr der Ringe – Die Gefährten gezeigt) ziehen ein großes Publikum an.
Im Jahr 2011 gab es drei Bühnen auf dem Neumarkt und in der Altstadt. Andere Veranstaltungsorte sind zum Beispiel die Kulturschmiede, Das Sauerlandtheater, die Promenade an der Ruhr oder etwa im Fall des Straßentheaters in verschiedenen Straßen der Stadt.

## Bedeutung
Für die Stadt Arnsberg ist der Kunstsommer ein Tourismusfaktor sowie die Hauptkulturveranstaltung des Jahres. Im Jahr 2011 meldete der örtliche Verkehrsverein, dass die Hotels ausgebucht waren, so dass einige Teilnehmer und Dozenten im Berufsbildungszentrum übernachteten.
Einige der im Rahmen des Kunstsommers entstandenen Kunstwerke wie etwa die Europablume von Johannes Olm verbleiben durch Schenkung oder Ankauf im öffentlichen Raum.